# 布羅迪夫
50°26′23″N 26°32′28″E / 50.43972°N 26.54111°E
布羅迪夫（羅馬化：Brodiv）是烏克蘭西北部的村莊，隸屬里夫內州的里夫內區。該村始建於1540年，面積0.82平方公里，海拔高度184米，2001年人口396，人口密度每平方公里484.7人。